# 黄茎小檗
黄茎小檗（学名：Berberis grodtmannia var. flavoramea）为小檗科小檗属下的一个变种。

## 扩展阅读
- 維基物種上的相關：黄茎小檗